# Древний чайный путь

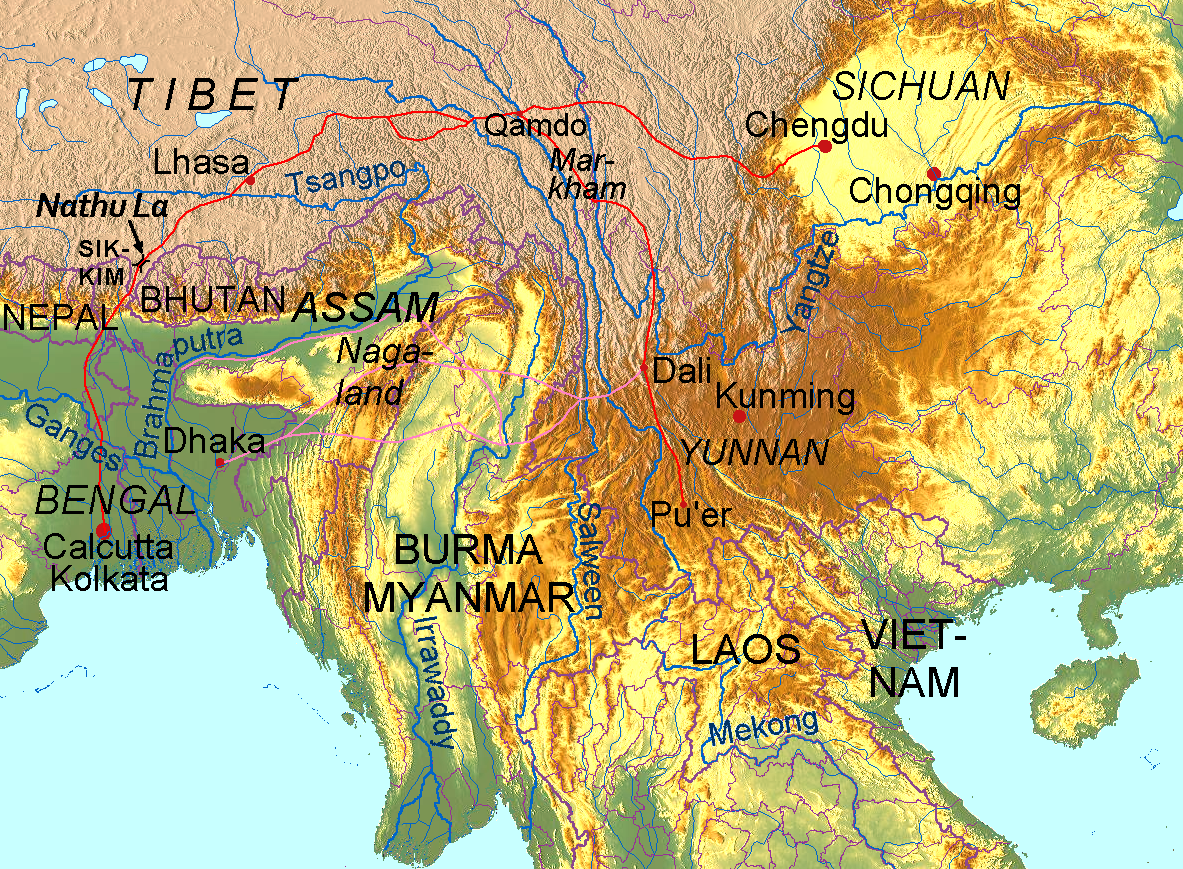
Чамагудао — древний чайный и конный путь (~700—1960 гг.)

Древний чайный конный путь (кит. трад. 茶馬古道, упр. 茶马古道, пиньинь  chámǎgǔdào, палл. чамагудао) — название комплекса торговых путей, на протяжении столетий связывавших Китай с Южной Азией.

## История
Древний чайный путь, или Чамагудао, возник во времена династии Тан (618—907) и достиг своего расцвета во времена династии Сун (907—1270), когда ежегодно в Лхасу перевозили до семи с половиной тонн чая. Маршруты древних караванов чайного пути пролегали в глубине гор, на юго-западе Китая. Это одни из самых высокогорных дорог в мире — магистрали, связывавшие Тибет с внутренними районами страны, исторические свидетельства сосуществования и добрососедских отношений между ханьцами, тибетцами и другими народами.
Вначале чай обменивали на тибетских лошадей, а затем — на шкуры животных, шерсть, золото, серебро, лекарственные снадобья. Горная тропа, по которой доставляли чай от Яаня в провинции Сычуань, где выращивали чай, до Лхасы в Тибете, тянулась почти на 2250 километров. Из Тибета чай доставляли в Бутан, Непал, Индию и даже дальше — вплоть до Аравийского полуострова.
Чай везли вьючные животные: лошади, мулы, ослы, яки, а в самых труднопроходимых местах его несли носильщики. Эпоха носильщиков закончилась лишь в 1958 году, когда была построена автомобильная дорога Сычуань-Тибет.

## Галерея

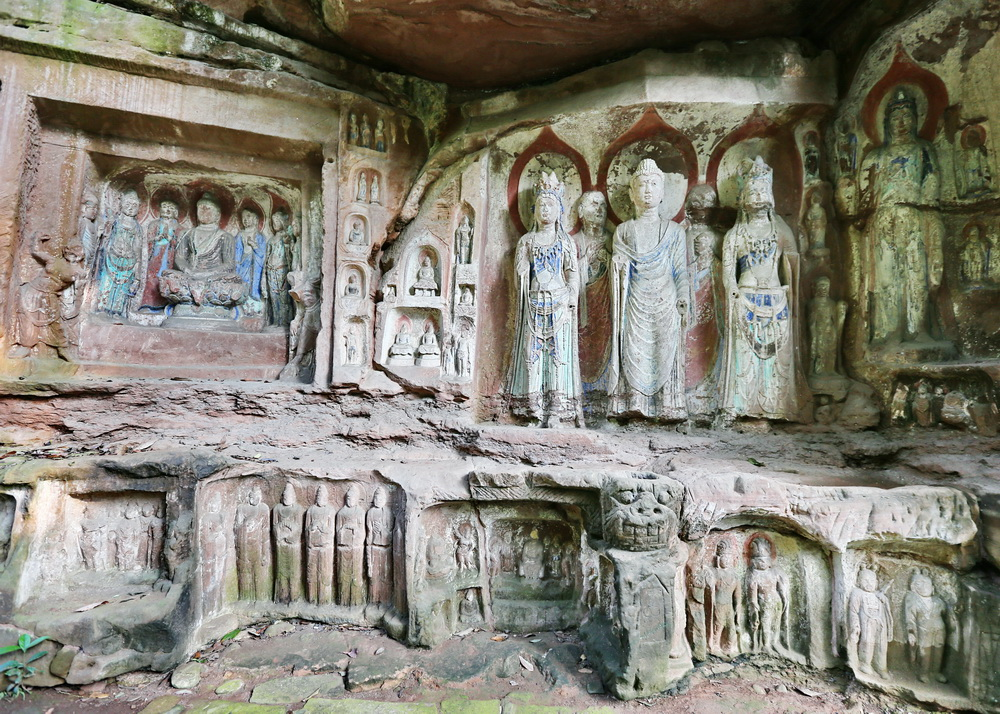
Гроты Фэйсянгэ (689 г. н. э.), буддийское искусство на пути из Чэнду в Яань
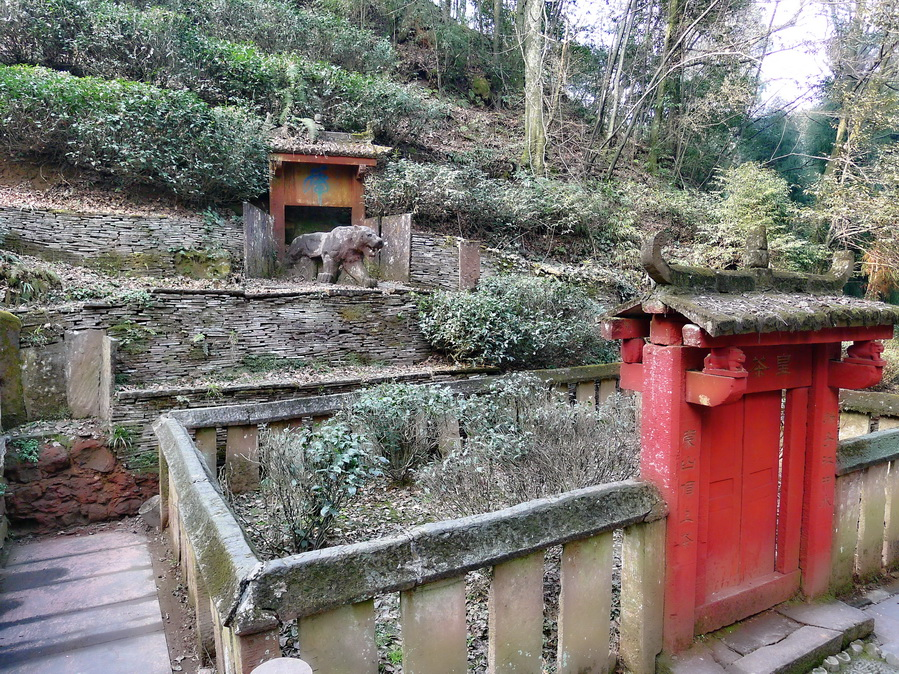
Королевский чайный сад, названный императором Сун Сяоцзуном (1186 г. н. э.) на горе Мэндин. Гора Мэндин — это место, где впервые начали выращивать чай, согласно письменным источникам (65 г. до н. э.)
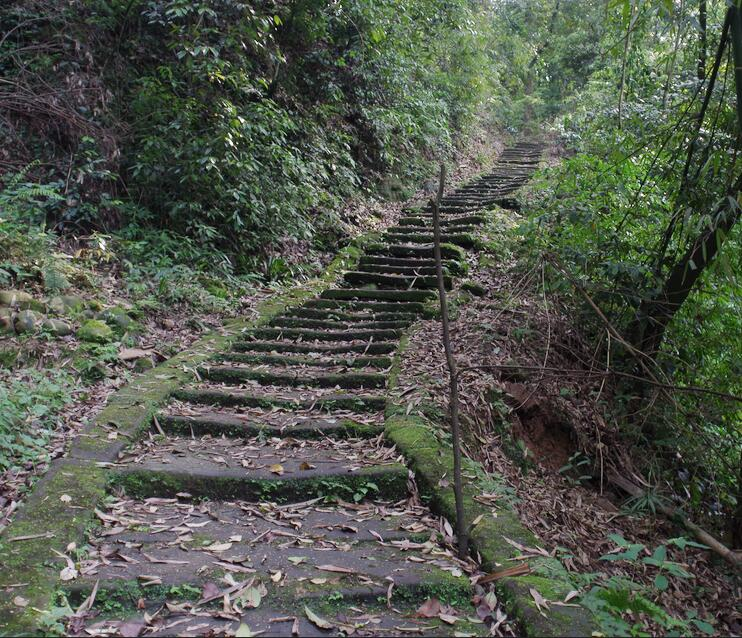
Сохранившийся древний маршрут в Пуцзяне между Чэнду и Яанем
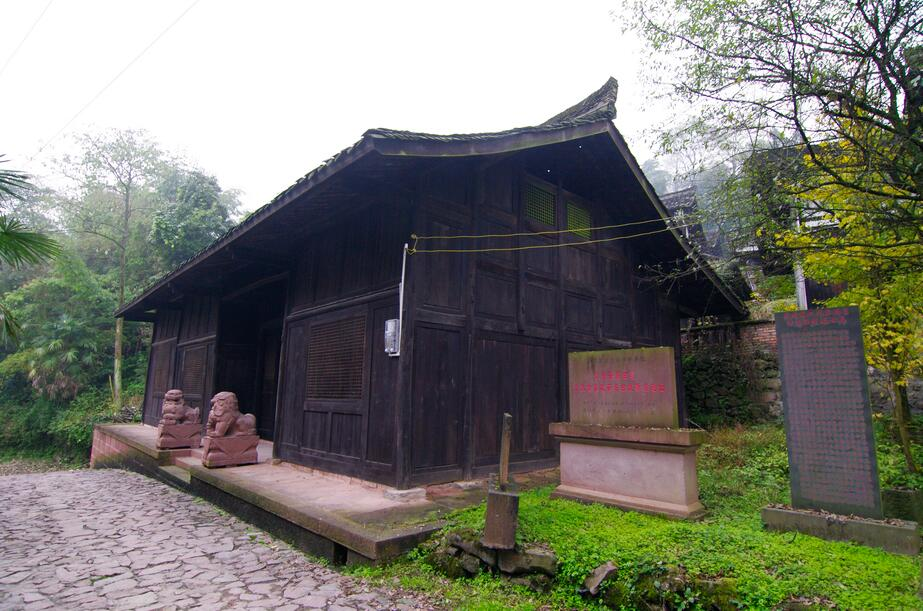
Историческое место почтового отделения Ганьсипо на пути в Тяньцюань, Сычуань
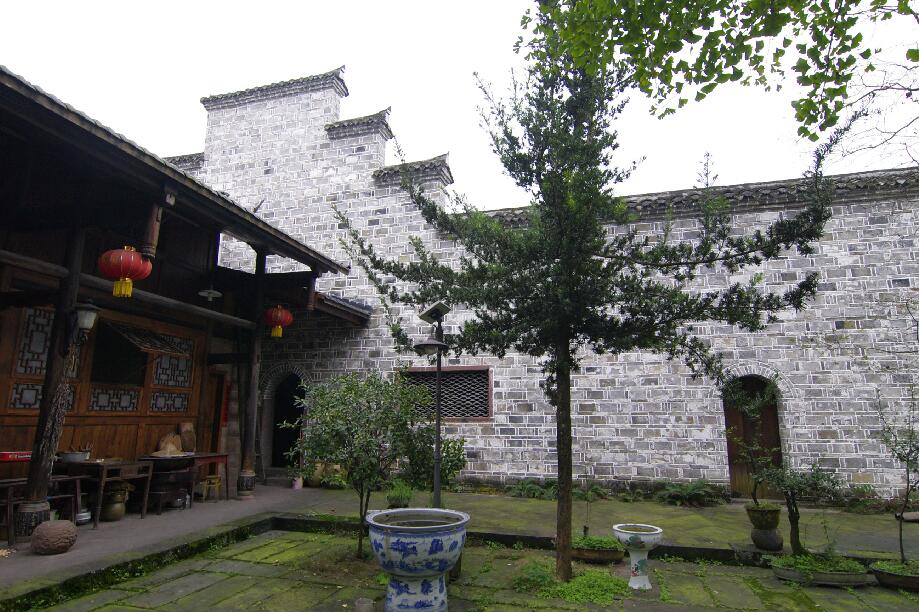
Официальный чайный склад Бюро чайной лошади (династия Цин) на маршруте в Тяньцюань, Сычуань
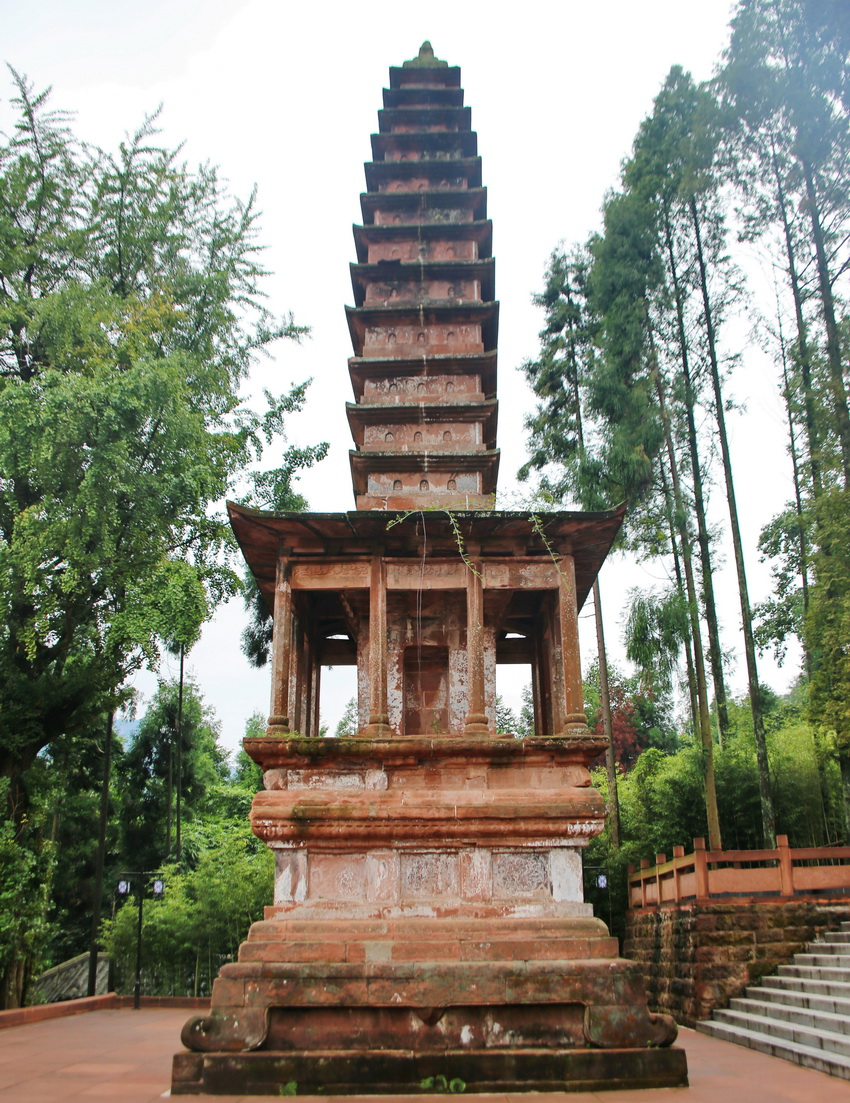
Каменная пагода храма Шита (1169 г. н. э.) на пути из Чэнду в Яань
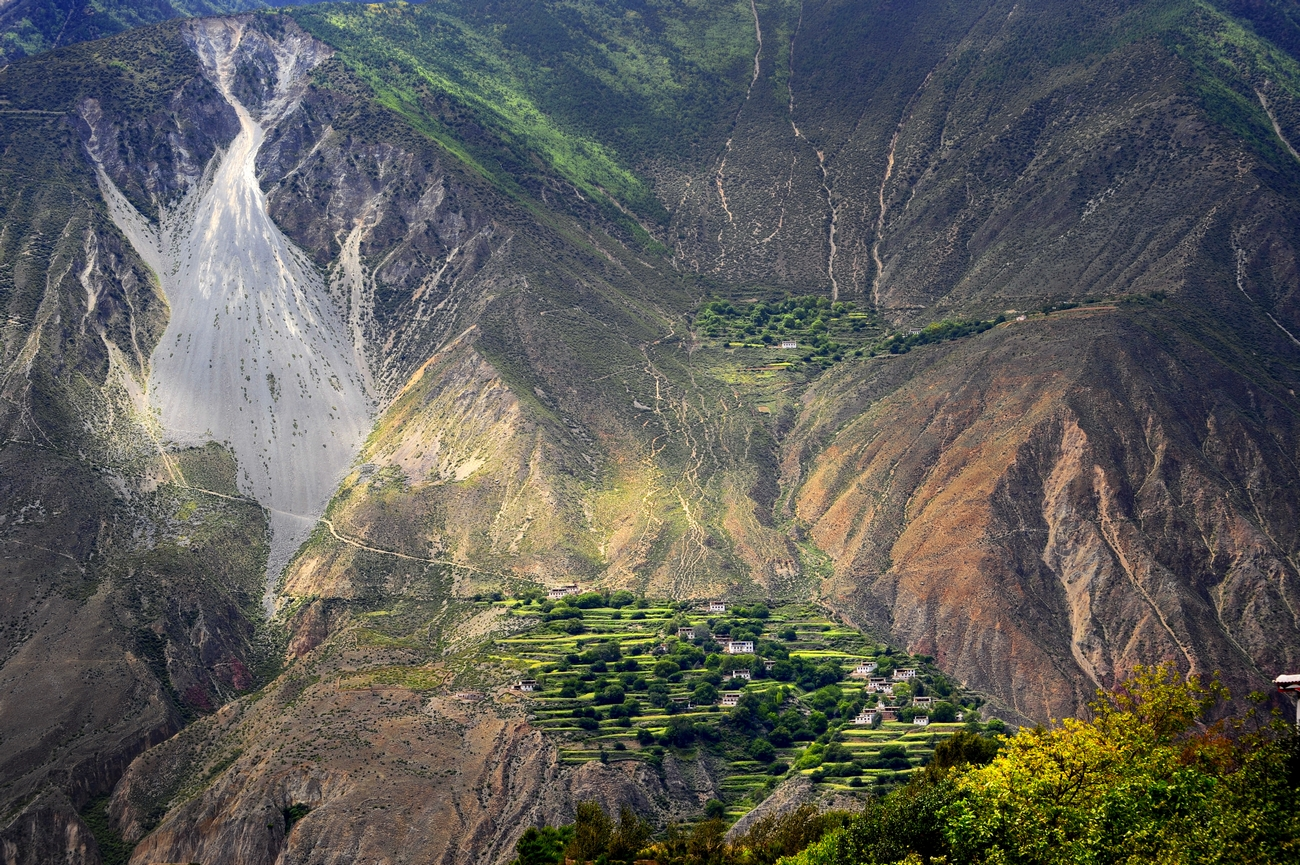
Уезд Маркам на самом востоке Тибета. В этом районе, недалеко от верховьев Меконга, было пересечение ответвлений маршрута Сычуань и Юньнань.
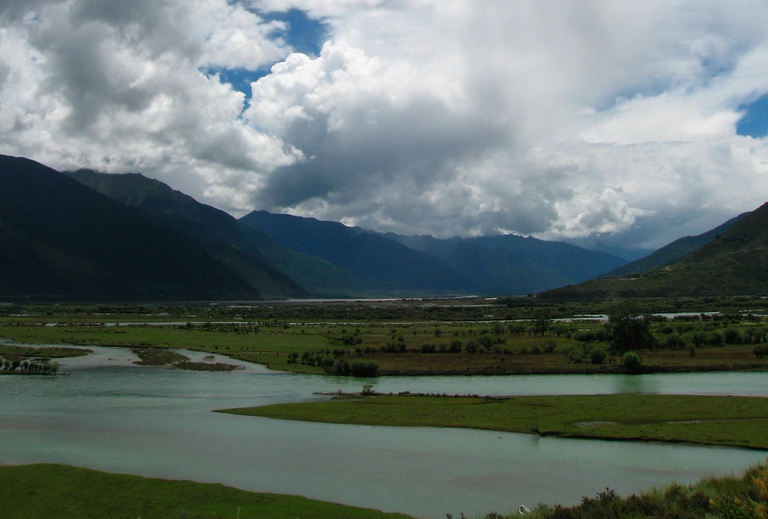
Долина Меконга возле Чамдо, где реку пересекает Путь Чайной Лошади